# Canariella berthelotii
Canariella berthelotii е вид охлюв от семейство Hygromiidae. Видът не е застрашен от изчезване.

## Разпространение и местообитание
Разпространен е в Испания (Канарски острови).
Обитава склонове, храсталаци, крайбрежия и плажове в райони с умерен климат.